# Idsteintunnel

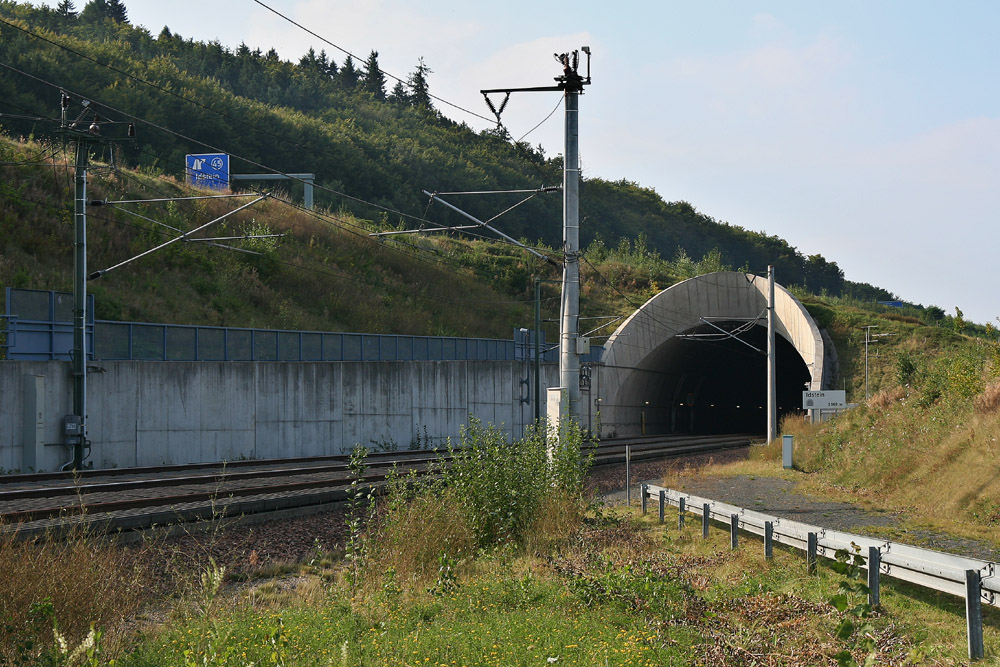
Das Südportal mit A 3 und Lärmschutzwall

Der Idsteintunnel (auch: Tunnel Idstein, Idsteiner Tunnel) ist ein 2069 m langer Tunnel der Schnellfahrstrecke Köln–Rhein/Main. Er verläuft am westlichen Rand der Stadt Idstein und trägt daher seinen Namen. Das Bauwerk dient dem Lärmschutz der 25.000-Einwohner-Stadt.
Der Tunnel nimmt zwei Gleise in Fester Fahrbahn auf, die planmäßig mit 300 km/h befahren werden können.

## Verlauf
Das Nordportal liegt beim Strecken-Kilometer 133,8 und das Südportal bei 135,8.
Der Tunnel verläuft etwa parallel zur wenige Meter westlich liegenden Bundesautobahn 3, weitgehend entlang eines Gewerbegebietes. Er unterquert dabei eine Anliegerstraße, die Landesstraße 3274 sowie die Bundesstraße 275. Im südlichen Abschnitt liegt der Abstand zwischen Autobahnrandstreifen und Verbaukante nur bei rund 20 Meter.
Nördlich des Tunnels schließt sich eine Stützwand von 90 Meter Länge an, im Süden von 201 m.
Die Strecke verläuft vom Nordportal zur Mitte hin zunächst in einer Rechtskurve, dann gerade. Von der Mitte zum Südportal verläuft die Strecke in einer Linkskurve. Die Gradiente der Strecke steigt zur Mitte des Tunnels hin an und fällt, Richtung Südportal, wieder ab.
Der Tunnel verfügt über zwei Notausgänge, die in einem Schacht von 14 m Höhe an die Oberfläche treten.

## Geschichte

### Planung
In die am 26. Februar 1992 für den hessischen Bereich der Neubaustrecke eingeleiteten Raumordnungsverfahren wurde eine östliche und westliche Variante im Raum Idstein eingebracht. Die von der damaligen Bundesbahn vorgeschlagene Ostvariante entspricht im Wesentlichen der realisierten Trassenführung und sah eine Länge von 1.750 m für den Tunnel Idstein vor. Die Variante Idstein West wäre dagegen ab Wörsdorf westlich der A3 verlaufen, hätte die Landesstraße 3274 auf Höhe der Autobahn-Anschlussstelle Idstein überquert und wäre anschließend in einem 700 m langen Tunnel durch den Roßberg verlaufen. Nach Überquerung das Daisbachs und der L 3273 wäre sie in einem 1.930 m langen Tunnel Niedernhausen gemündet, dessen Südportal, wie bei der realisierten Ostvariante, im Bereich von Königshofen westlich der Autobahn gelegen wäre. Die Ostvariante sei aus Sicht der Bundesbahn aufgrund geringeren Landverbrauchs, weniger Überschussmassen, ökologischen Vorteilen und einer besseren Einbindung in die Landschaft vorteilhaft gegenüber der Westvariante gewesen.
Das Bauwerk wurde nach intensiven Diskussionen aus Lärmschutzgründen verlängert. Bereits Ende 1995 lag die geplante Länge des Bauwerks bei 2069 m.
Der Tunnel liegt im Planfeststellungsabschnitt 32.3 der Neubaustrecke (Stadt/Gemarkung Idstein), für den am 23. September 1996 der Planfeststellungsbeschluss erging.

### Bau
Im September 1997 wurden erste Sprengungen für den Tunnel gezündet.
Der Tunnel wurde am 29. April 1998 angestochen und getauft. Die Tunnelpatenschaft hatte Brigitte Müller, die Ehefrau des Idsteiner Bürgermeisters, übernommen. Der Durchschlag war für August 1999 geplant, die Fertigstellung des Rohbaus für Dezember 1999, der Innenausbau sollte im April 2000 abgeschlossen werden.
385 m wurden in bergmännischer Bauweise errichtet, der Rest in offener Bauweise. Im offen erstellten Bereich kamen größtenteils mehrfach verankerte Bohrpfahlwände, im bergmännischen Bereich ein Baggervortrieb mit Lockerungssprengungen zur Anwendung.
Trotz der weitgehend offenen Bauweise, die üblicherweise in einem rechteckigen Querschnitt ausgeführt werden, wurde der Tunnel durchgehend in einem runden Querschnitt erstellt, um aerodynamisch ungünstige Querschnittswechsel zu vermeiden. Lediglich unterhalb des Kreismittelpunktes waren die Sohle von bergmännisch und offen erstelltem Tunnel unterschiedlich ausgebildet. Die lichte Querschnittsfläche über Schienenoberkante liegt bei 92 m², der innere Radius bei 6,85 m.
Im Südabschnitt wurde von Anrainern im Rahmen der Planfeststellungsphase als Ausgleichsmaßnahme ein Lärmschutzwall auf der Röhre erstritten. Dieser soll den Fahrzeuglärm der Autobahn von der Stadt abhalten. Die mehrere Meter hohe Überdeckung der Tunnelröhre führte zu höheren Belastungen, der durch eine verstärkte Bewehrung Rechnung getragen wurde. Im nördlichen Bereich des Tunnels wurde hingegen der ursprüngliche Zustand des Geländes wiederhergestellt.
Der Durchstich im bergmännischen Teil wurde im Juli 1998 gefeiert.
In dem in offener Bauweise erstellen Bereich wurden insgesamt 5.800 laufende Meter Großbohrpfähle, 9.800 lfm Verbauträger, 3.000 Temporäranker, 11.000 m³ Spritzbeton und 14.000 m² Holzausfachung aufgewendet. Im bergmännischen Abschnitt wurden zur Herstellung der Außenschale 5.600 m³ Spritzbeton, 6.200 Felsanker und 9.000 Spieße verwendet. Insgesamt wurden, im offen erstellten Bereich, 600.000 m³ Erdreich ausgehoben, davon 400.000 m³ nach Fertigstellung der Baugruben wieder verfüllt, der Rest für Dämme und Wälle verwendet. 55.000 m³ Tunnelausbruch aus dem bergmännisch erstellten Bereich wurden für Dämme an der freien Strecke verwendet.
Die Herstellung der Tunnelschale erfolgte, ohne weitere äußere Abdeckung, in Blöcken von je zehn Meter Länge aus WU-Beton. Insgesamt wurden 75.000 m³ Beton und 9.500 t Stahl verbaut.
Die Bauarbeiten wurden im Frühjahr 2000 abgeschlossen.
Während der Bauphase führten je eine Hilfsbrücke eine Straße der Autobahn-Anschlussstelle Idstein sowie eine Anliegerstraße über die Baugrube.
Mit der Realisierung war das Unternehmen Walter Bau AG beauftragt.

### Inbetriebnahme
Mitte 2000 besuchten im Rahmen eines Tag des offenen Tunnels mehr als 1000 Menschen die Baustelle.
Am 7. Dezember 2001 fand im Tunnel eine Rettungsübung mit 300 „Reisenden“ statt, von denen 270 als zur Selbstrettung fähig angenommen wurden. Insgesamt rund 500 Einsatzkräfte waren beteiligt. Wesentliches Ziel der Übung war die Erprobung eines Brandbekämpfungskonzeptes, das seit Oktober 1997 in Hessen vom Arbeitskreis Neubaustrecke entwickelt worden war.